# Henry de Hastings
Henry de Hastings (circa 1235 – 1268) è stato un nobile inglese, primo detentore non ufficiale del titolo di barone Hastings.

Stemma della famiglia Hastings.

Fu, assieme a Simone V di Montfort, uno dei principali baroni ribelli inglesi in opposizione a re Enrico III d'Inghilterra.

## Biografia

### Origini
Era l'unico figlio maschio del nobile Henry de Hastings e di Ada di Huntingdon, cugina di re Alessandro II di Scozia, ed era quindi di alto lignaggio; aveva tre sorelle minori, di nome Margery, Hilaria e Matilda.
La famiglia Hastings era tradizionalmente ribelle nei confronti della corona inglese: già suo nonno, William de Hastings, si era schierato nella prima guerra dei baroni contro re Giovanni d'Inghilterra, e per questo era stato incarcerato a Lincoln per un certo tempo. Il padre, Henry de Hastings, aveva continuato a mantenere una condotta ambigua, schierandosi alternativamente sia con l'Inghilterra che con la Scozia, ottenendo infine la mano di Ada di Huntingdon, membro della famiglia reale scozzese, dalla quale poi nacque il giovane Henry.

### Il giovane conteso
Nel 1250 suo padre morì mentre si preparava per andare a combattere in Terrasanta, e il giovane ereditò vasti possedimenti nel Warwickshire, che assieme a quelli della nonna Matilda di Chester andarono a costituire un notevole patrimonio, che lo rese uno degli ereditieri più in vista d'Inghilterra.
Sua madre era morta qualche anno prima, e approfittando della sua minore età in molti tentarono di ottenerne l'affidamento per usufruire delle sue rendite. Infine Goffredo di Lusignano, fratellastro di re Enrico III d'Inghilterra, riuscì ad ottenerne la protezione, salvo poi "venderla" poco dopo al potente barone William de Cantilupe, che lo fece poi sposare con sua figlia Joan per cementare il loro legame.

### Barone ribelle
A partire dal 1260 cominciò ad essere coinvolto nella politica del regno. Insofferente per il trattamento riservatogli anni prima dal fratellastro del re, divenne presto un fedelissimo del barone Simone V di Montfort, ormai sempre più in contrasto con Enrico III, e fu per questo scomunicato dall'arcivescovo di Canterbury Bonifacio di Savoia.
Scoppiata la seconda guerra dei baroni combatté dalla parte ribelle alla battaglia di Lewes, e Montfort, come ricompensa per la sua fedeltà, lo nominò cavaliere. Pare anche che fosse stato elevato barone Hastings, ma la nomina era dubbia già al tempo poiché non concessa dal re, e non venne riconosciuta se non al conferimento ufficiale a suo figlio John molti anni dopo. Venne anche creato governatore di Scarborough e Winchester.

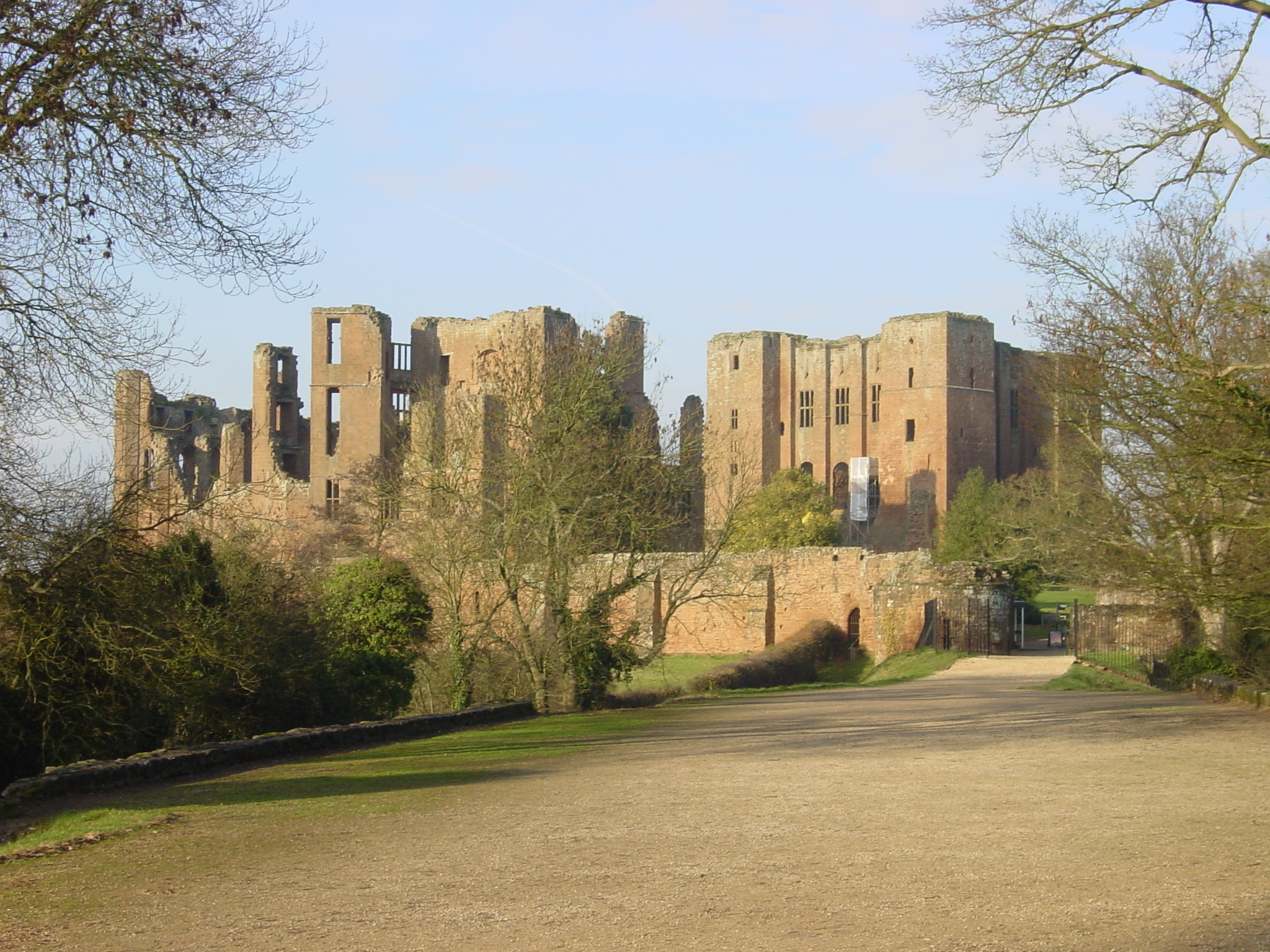
Rovine del castello di Kenilworth.

### L'ultimo oppositore
Dopo la sconfitta dei baroni alla battaglia di Evesham e la morte di Montfort venne catturato, ma riuscì a fuggire e a rifugiarsi al castello di Kenilworth, di cui Simone VI di Montfort, succeduto al padre a capo della ribellione, lo nominò comandante. Vi rimase assediato assieme ai ribelli superstiti per parecchi mesi, salvo infine arrendersi alle truppe regie. 
Uno dei più irriducibili oppositori dei Plantageneti, rimase escluso dal perdono reale concesso col Dictum di Kenilworth e fu obbligato a pagare una salata multa settennale. Non intenzionato a piegarsi, ruppe presto gli indugi e radunò un nuovo esercito di nobili scontenti, con cui nel 1267 fomentò una nuova ribellione nell'Isle of Ely, che tuttavia non ebbe successo e venne repressa dal principe Edoardo, che lo obbligò a sottomettersi.
Morì poco tempo dopo, nel 1268, lasciando tutto il suo patrimonio in eredità al figlio John, allora ancora minorenne. A lui passarono anche i diritti che il padre poteva vantare al trono di Scozia, che vennero fatti valere durante la successiva contesa dinastica nota come Grande causa.

## Discendenza
Dalla moglie Joan de Cantilupe ebbe i seguenti figli:
- John Hastings, I barone Hastings (1262-1313), suo successore;
- Edmund Hastings, I barone Hastings (?-1314), nominato anch'egli barone Hastings per meriti, morì combattendo alla battaglia di Bannockburn;
- Audra Hastings, che sposò il principe gallese Rhys Gryg;
- Lora Hastings;
- Joan Hastings.

## Ascendenza
|                       |                  |                                  | Genitori                                 |  |  | Nonni |  |  | Bisnonni            |  |  | Trisnonni        |  |
|                       |                  |                                  |                                          |  |  |       |  |  | William de Hastings |  |  | Hugh de Hastings |  |
|                       |                  |                                  |                                          |  |  |       |  |  | William de Hastings |  |  | Hugh de Hastings |  |
|                       |                  | Erneburga de Flamville           |                                          |  |  |       |  |  | William de Hastings |  |  |                  |  |
| William de Hastings   |                  |                                  |                                          |  |  |       |  |  | William de Hastings |  |  |                  |  |
|                       |                  | Maud Banastre                    | Thurstan Banastre                        |  |  |       |  |  |                     |  |  |                  |  |
|                       |                  | Maud Banastre                    | Thurstan Banastre                        |  |  |       |  |  |                     |  |  |                  |  |
|                       |                  | Maud Banastre                    | …                                        |  |  |       |  |  |                     |  |  |                  |  |
| sir Henry de Hastings |                  | Maud Banastre                    |                                          |  |  |       |  |  |                     |  |  |                  |  |
|                       |                  | Roger Bigod, II conte di Norfolk | Hugh Bigod, I conte di Norfolk           |  |  |       |  |  |                     |  |  |                  |  |
|                       |                  | Roger Bigod, II conte di Norfolk | Hugh Bigod, I conte di Norfolk           |  |  |       |  |  |                     |  |  |                  |  |
|                       |                  | Roger Bigod, II conte di Norfolk | Juliane de Vere                          |  |  |       |  |  |                     |  |  |                  |  |
| Margaret Bigod        |                  | Roger Bigod, II conte di Norfolk |                                          |  |  |       |  |  |                     |  |  |                  |  |
|                       |                  | Ida de Tosny                     | …                                        |  |  |       |  |  |                     |  |  |                  |  |
|                       |                  | Ida de Tosny                     | …                                        |  |  |       |  |  |                     |  |  |                  |  |
|                       |                  | Ida de Tosny                     | …                                        |  |  |       |  |  |                     |  |  |                  |  |
| Henry de Hastings     |                  | Ida de Tosny                     |                                          |  |  |       |  |  |                     |  |  |                  |  |
|                       | Enrico di Scozia | Davide I di Scozia               |                                          |  |  |       |  |  |                     |  |  |                  |  |
|                       | Enrico di Scozia | Davide I di Scozia               |                                          |  |  |       |  |  |                     |  |  |                  |  |
|                       | Enrico di Scozia | Maud di Northumbria              |                                          |  |  |       |  |  |                     |  |  |                  |  |
| Davide di Scozia      | Enrico di Scozia |                                  |                                          |  |  |       |  |  |                     |  |  |                  |  |
|                       |                  | Ada de Warenne                   | Guglielmo di Warenne, II conte di Surrey |  |  |       |  |  |                     |  |  |                  |  |
|                       |                  | Ada de Warenne                   | Guglielmo di Warenne, II conte di Surrey |  |  |       |  |  |                     |  |  |                  |  |
|                       |                  | Ada de Warenne                   | Elisabetta di Vermandois                 |  |  |       |  |  |                     |  |  |                  |  |
| Ada di Huntingdon     |                  | Ada de Warenne                   |                                          |  |  |       |  |  |                     |  |  |                  |  |
|                       |                  | Ugo di Kevelioc                  | Ranulph de Gernon                        |  |  |       |  |  |                     |  |  |                  |  |
|                       |                  | Ugo di Kevelioc                  | Ranulph de Gernon                        |  |  |       |  |  |                     |  |  |                  |  |
|                       |                  | Ugo di Kevelioc                  | Maud di Gloucester                       |  |  |       |  |  |                     |  |  |                  |  |
| Matilda di Chester    |                  | Ugo di Kevelioc                  |                                          |  |  |       |  |  |                     |  |  |                  |  |
|                       |                  | Bertrada de Montfort             | Simone III di Montfort                   |  |  |       |  |  |                     |  |  |                  |  |
|                       |                  | Bertrada de Montfort             | Simone III di Montfort                   |  |  |       |  |  |                     |  |  |                  |  |
|                       |                  | Bertrada de Montfort             | Matilde                                  |  |  |       |  |  |                     |  |  |                  |  |
|                       |                  | Bertrada de Montfort             |                                          |  |  |       |  |  |                     |  |  |                  |  |